# Федотов, Александр Сергеевич (военный)
Алекса́ндр Серге́евич Федо́тов (26 октября 1926, Чеково, Владимирский уезд, Владимирская губерния, РСФСР — 23 января 1966, Лахта, Приморский район, Архангельская область, СССР) — советский военный лётчик, участник Великой Отечественной войны, военный летчик 1-го класса (1961), подполковник (1961). Первый командир 392 отдельного дальнеразведывательного авиационного полка ВВС Северного флота.

## Биография
Родился 26 октября 1926 года в селе Чеково Владимирской губернии, затем семья переехала в Москву, где начал учиться в школе. Окончил 8 классов школы в г. Нижний Тагил, куда была эвакуирована семья после начала Великой Отечественной войны. В ноябре 1943 года был добровольно призван в вооруженные силы и направлен для обучения в 3-ю школу пилотов первоначального обучения ВВС ВМФ в г. Сарапул. В 1944—1946 годах продолжал обучение в Военно-морском минно-торпедном авиационном училище имени С. А. Леваневского, по окончании которого служил в нем в качестве летчика-инструктора.

### Служба в ВВС Черноморского флота
В 1947—1951 годах — старший летчик самолета Пе-2 в 569-м авиационном полку ВВС ЧФ. С марта 1951 года продолжил службу в 1676-м минно-торпедном авиационном полку ВВС ЧФ на самолетах Ил-28, где занимал должности от старшего летчика до заместителя командира эскадрильи.
В 1955—1958 годах прошел обучение на командном факультете Краснознаменной Военно-Воздушной Академии, которую окончил с отличием.
В 1958—1962 годах служил в нескольких полках ВВС ЧФ:

— c ноября 1958 года — командир эскадрильи 981-го минно-торпедного авиационного полка (Джанкой), вооруженного самолетами Ил-28;

— c февраля 1959 года — командир эскадрильи 819-го гвардейского минно-торпедного авиационного полка (Веселое), вооруженного самолетами Ил-28;

— c марта 1960 года — командир эскадрильи 124-го морского ракетоносного авиационного полка (Гвардейское), вооруженного самолетами Ту-16.
В июле 1962 года после прохождения курса переучивания в 33 ЦБП ВВС ВМФ направлен на должность заместителя командира 943-го отдельного морского ракетоносного авиационного полка ВВС ЧФ (Октябрьское), вооруженного самолетами-ракетоносцами Ту-16.

### Служба в ВВС Северного флота
5 октября 1963 года назначен командиром 392-го отдельного дальнеразведывательного авиационного полка ВВС Северного флота, принципиально нового полка в составе морской авиации СССР с временным местом базирования на аэродроме Североморск-1. Лично подбирает руководящий и летный инструкторский состав как из опытных офицеров морской авиации, так и летчиков с опытом полетов на стратегических бомбардировщиках Ту-95М.
Под его руководством личный состав 392-го ОДРАП приступил к освоению нового авиационного комплекса Ту-95РЦ, которые начали поступать в полк в ноябре 1964 года. К началу 1965 года два экипажа были подготовлены к полетам в простых метеоусловиях. 27 мая 1965 года экипаж командира полка подполковника А. С. Федотова с инструктором подполковником И. Ф. Гладковым, имевшим опыт пилотирования бомбардировщиков Ту-95М, выполнил первый полет на полный радиус действия самолета Ту-95РЦ. 23 июня 1965 года Указом Президиума Верховного Совета СССР 392-му ОДРАП было вручено боевое знамя части.
Наряду с освоением новой авиационной техники под его руководством решалась масштабная задача перебазирования 392-го ОДРАП на постоянное место базирования — аэродром Кипелово со строительством новых военного и жилого городков. Руководил организацией хозяйственной жизни строящегося гарнизона. 31 августа 1965 года было завершено перебазирование 392-го ОДРАП на место постоянной дислокации. К этому времени был построен первый жилой дом, с сентября начался первый учебный год в средней школе.
На новом аэродроме ускоренными темпами шла подготовка новых экипажей 392-го ОДРАП. К концу 1965 года в полку было 10 самолетов и 12 подготовленных экипажей. 6 декабря 1965 года экипажи И. Ф. Гладкова и А. П. Никонова впервые выполнили полет на боевую службу в северо-восточную Атлантику.
Погиб 23 января 1966 года в результате авиационной катастрофы транспортного самолета Ан-8 при перелете на Военный Совет ВВС Северного флота при заходе на посадку на аэродроме Лахта.
Похоронен на мемориальном кладбище поселка Федотово Вологодской области.

## Семья
- Отец: Федотов Сергей Ильич.
- Мать: Федотова Анастасия Васильевна.
- Жена: Федотова Зоя Ильинична.
  - Сын: Федотов Валерий Александрович (1948-2023), лётчик-испытатель 1-го класса (1992), участник ликвидации последствий аварии на Чернобыльской АЭС.

## Присвоение воинских званий
- лейтенант (18.11.1946),
- старший лейтенант (05.02.1951),
- капитан (25.07.1953),
- майор (06.11.1958),
- подполковник (11.12.1961)

## Награды
- медаль «За победу над Германией в Великой Отечественной войне 1941—1945 гг.»
- медаль «За боевые заслуги»
- медаль «За безупречную службу 1-й степени»
- медаль «За безупречную службу 2-й степени»
- юбилейная медаль «30 лет Советской Армии и Флота»
- юбилейная медаль «40 лет Вооружённых Сил СССР»
- военный летчик 1-го класса (1961)

## Память
Его именем назван поселок Федотово в Вологодской области.